# Pseuderemias
Pseuderemias is een geslacht van hagedissen uit de familie echte hagedissen (Lacertidae).

## Naam en indeling
De wetenschappelijke naam van de groep werd voor het eerst voorgesteld door Oskar Boettger in 1883. Er zijn zeven soorten die eerder allemaal tot het geslacht Eremias werden gerekend. Het is een relatief onbekend hagedissengeslacht, over de verschillende soorten is weinig bekend.

## Uiterlijke kenmerken
De lichaamskleur is zandkleurig tot bijna roodachtig bruin. Veel soorten hebben strepen of vlekkenrijen. De kopschubben zijn vaak gekield. De soorten hebben een relatief lange staart die tot 75% van de lichaamslengte bepaalt. De soorten doen denken aan de hagedissen uit het geslacht Heliobolus.

## Verspreiding en habitat
De verschillende soorten komen voor in delen van noordoostelijk Afrika en leven in de landen Djibouti, Egypte, Eritrea, Ethiopië, Soedan en Somalië.
De habitat bestaat uit drogere streken zoals steppen en woestijnen. Alle soorten zijn overdag actief en bodembewonend.

## Beschermingsstatus
Door de internationale natuurbeschermingsorganisatie IUCN is aan één soort een beschermingsstatus toegewezen. De soort Pseuderemias striatus wordt als 'onzeker' (Data Deficient of DD) beschouwd.

## Soorten
Het geslacht omvat de volgende soorten, met de auteur en het verspreidingsgebied.
| Naam                       | Auteur                       | Verspreidingsgebied                                  |
| -------------------------- | ---------------------------- | ---------------------------------------------------- |
| Pseuderemias brenneri      | Peters, 1869                 | Djibouti, Eritrea, Ethiopië, Soedan, Somalië         |
| Pseuderemias erythrosticta | Boulenger, 1891              | Somalië                                              |
| Pseuderemias mucronata     | Blanford, 1870               | Djibouti, Egypte, Eritrea, Ethiopië, Soedan, Somalië |
| Pseuderemias savagei       | Gans, Laurent & Pandit, 1965 | Somalië                                              |
| Pseuderemias septemstriata | Parker, 1942                 | Somalië, mogelijk in Ethiopië                        |
| Pseuderemias smithii       | Boulenger, 1895              | Ethiopië, Kenia, Somalië                             |
| Pseuderemias striatus      | Peters, 1874                 | Ethiopië, Kenia, Somalië                             |